# ULIS (zespół muzyczny)
ULIS (białorus. Улі́с) – białoruski zespół rockowy założony w 1988 roku. Jedynym muzykiem działającym w grupie przez cały okres jej istnienia był Sława Korań. 

## Historia
Zespół Ulis założyli w 1988 muzycy grający wcześniej w grupie Bonda (Бонда). Już pierwszy występ grupy na festiwalu Trzy Kolory (Тры колеры) przyniósł jej zauważalność.
Pierwszą płytę, „Чужаніца” („Obcy”), wydaną przez Miełodiję zespół nagrał w Olsztynie, a jej producentem był Ryszard Szmit. Nagranie sfinansował w dużej części białoruski dziennikarz i tłumacz, Jan Maksymiuk. Muzyka z płyty była w wyraźny sposób zainspirowana przez U2, choć muzycy temu zaprzeczali. Adam Hlobus określił płytę jako pierwszy prawdziwy białoruski album, a nie tylko kolekcję piosenek. Również według relacji samych muzyków grupy, był to pierwszy profesjonalnie zrealizowany białoruski album rockowy. W 2024 płyta „Czużanica” została uznana przez serwis Beehype za najważniejszy „klasyczny” album z Białorusi.
Drugą płytę grupy, „Краіна доўгай белай хмары” wydały w 1991 Polskie Nagrania, wznowiona została w 1996 przez Kowczeg. Utwór „Radio Swaboda” stał się jednym z nieoficjalnych hymnów białoruskiego „odrodzenia” w latach 90.
W 1993 roku wszyscy muzycy z pierwotnego składu grupy oprócz Sławy Korania opuścili zespół. Zmienił się też styl muzyczny - na mocniejszy i bardziej radykalny.
Ostatnia płyta grupy, „Lusterka” ukazała się w 2003. Znalazły się na niej nowe aranżacje starszych utworów, ale również cover utworu „Ulica miasta” Aya RL. W 2001 roku za występ na festiwalu Basowiszcza zespół otrzymał nagrodę Białoruskiego Radia Racja.

## Skład
Skład z roku 2007:
- Sława Korań(inne języki) – śpiew, gitara
- Wiktor Samarukau– gitara basowa
- Pawał Jermaczenka – perkusja
- Natalia Kunickaja – instrumenty klawiszowe

## Dyskografia

### Albumy studyjne
| Rok  | Tytuł                       | Pisownia oryginalna       |
| ---- | --------------------------- | ------------------------- |
| 1989 | Czużanica                   | Чужаніца                  |
| 1990 | Kraina douhaj biełaj chmary | Краіна доўгай белай хмары |
| 1993 | Tancy na dachu              | Танцы на даху             |
| 1995 | Panad dachami               | Па-над дахамі             |
| 1996 | Błukańnie                   | Блуканьне                 |
| 1996 | Life 1996                   |                           |
| 1997 | Ratujcie Waszyja duszy      | Ратуйце вашыя душы        |
| 1999 | Padarożża                   | Падарожжа                 |
| 2003 | Lusterka                    |                           |